# Incze István
Incze István (Kézdivásárhely, 1905. szeptember 21. – Marosvásárhely, 1978. augusztus 11.) képzőművész.
Tanulmányait szülővárosában, Kézdivásárhelyen és Kolozsváron végezte, majd a képzőművészeti egyetemet Bukarestben fejezte be. Tanulmányai befejezése után Marosvásárhelyen lett rajzszakos tanár, ott élt családjával 1978. augusztus 11-én bekövetkezett haláláig.

## Életpályája
1933–1944 között tagja és kiállítója volt a Barabás Miklós Céhnek.
Festészetére a francia posztimpresszionisták, mindenekelőtt Van Gogh művészete hatott, a székely Van Goghként emlegették. Színvilága visszafogott, de a szabadság érzése, a derű mégis jelen volt munkáiban. Mestere Aurel Ciupe volt.

## Egyéni kiállításai
- 1988 - Marosvásárhely, Kultúrpalota
- 1996 - Budapest, Vármegye Galéria
- 2004 - Budapest, Vármegye Galéria (Incze István Botonddal közösen)
- 2005 - Kézdivásárhely, Céhtörténeti Múzeum (Centenáriumi kiállítás)
- 2006 - Kézdivásárhely, Céhtörténeti Múzeum (ifj. Incze Istvánnal és Incze István Botonddal közösen)